# Optischer Mittelpunkt
Ein Optischer Mittelpunkt ist ein Punkt auf der Oberfläche eines Glases, in dem die prismatische Wirkung Null ist. Bei einem sammelnden Glas ist dort die Dicke der Linse am größten, bei einem zerstreuenden Glas am geringsten.

## Weblink
- Optischer Mittelpunkt bei brillen.de. Abgerufen am 26. April 2013